# Hildegard Jadamowitz
Hildegard Jadamowitz, née le 12 février 1916 à Berlin où elle meurt exécutée par décapitation le 18 août 1942 à la Prison de Plötzensee, est une militante communiste allemande et résistante au nazisme.

## Biographie
Hildegard Jadamowitz est née le 12 février 1916 à Berlin. Ses parents se sont séparés après sa naissance et sa mère est décédée peu après. Elle et sa sœur aînée Beatrice sont élevées par leur grand-mère juive. Elle fréquente l'l'école laïque Rütli, où elle obtient d'excellents résultats. Elle adhère dès ses 15 ans à la Ligue des jeunes communistes d'Allemagne,. 
Après la mort de sa grand-mère, elle travaille à partir de 1933 comme ouvrière d'usine et vendeuse et suit des cours du soir pour se former comme réceptionniste. 
À partir de 1935, elle est impliquée dans le Secours ouvrier international à Berlin. Elle y rencontre Werner Steinbrinck (de) qui deviendra plus tard son fiancé. Avec sa sœur Beatrice, elle participe aux campagnes de tracts du groupe de résistance dirigé par Joachim Franke (de),.
Elle est arrêtée en 1936 pour "soupçon de préparation de haute trahison" et relâchée après neuf mois, faute de preuves. 
Après sa libération, elle travaille comme assistante médicale et se forme, en partie en autodidacte pour être assistante de radiologie.
Elle profite de son travail pour aider les personnes persécutées, leur fournir des médicaments, de la nourriture et de l'argent. Elle participe également à des actes de sabotage. Elle rédige, entre autres un tract destiné aux médecins, An die deutsche Ärzteschaft.
Par l'intermédiaire de Werner Steinbrinck, elle est en contact avec d'autres groupes de résistance, notamment celui de  Herbert Baum, et le groupe Uhrig-Römer (de).  
Le 18 mai 1942, Hildegard Jadamowitz participe à la tentative d'incendier l'exposition nazie Das Sowjetparadies, une exposition géante organisée au Lustgarten par la direction de la propagande du NSDAP. L'attentat n'entraîne que des dégâts mineurs, mais provoque une vague d'arrestations. Hildegard est arrêtée le 22 mai 1942 avec plus de 20 jeunes hommes et femmes et condamnée à mort le 16 juillet 1942 par le Volksgerichtshof. Elle est exécutée à la prison de Plötzensee par décapitation le 18 août 1942, à cinq heures quinze du matin, douze minutes après son fiancé,,.
Les derniers mots de la condamnation à mort sont : « La conduite intrinsèquement déshonorante des accusés ne pouvait entraîner la privation des droits civils, car en tant que Juifs, ils ne les possèdent pas. » .
La rue Hildegard-Jadamowitz-Straße à Berlin-Friedrichshain est nommée en sa mémoire.
Son nom est inscrit sur la grande plaque de porphyre du Mémorial socialiste.